# Kościół Najświętszej Maryi Panny Wniebowziętej i św. Mikołaja w Książu Wielkopolskim
Kościół Najświętszej Maryi Panny Wniebowziętej i Świętego Mikołaja w Książu Wielkopolskim – jeden z dwóch kościołów rzymskokatolickich w  Książu Wielkopolskim. Znajduje się przy ulicy Jana Pawła II. Należy do dekanatu nowomiejskiego.

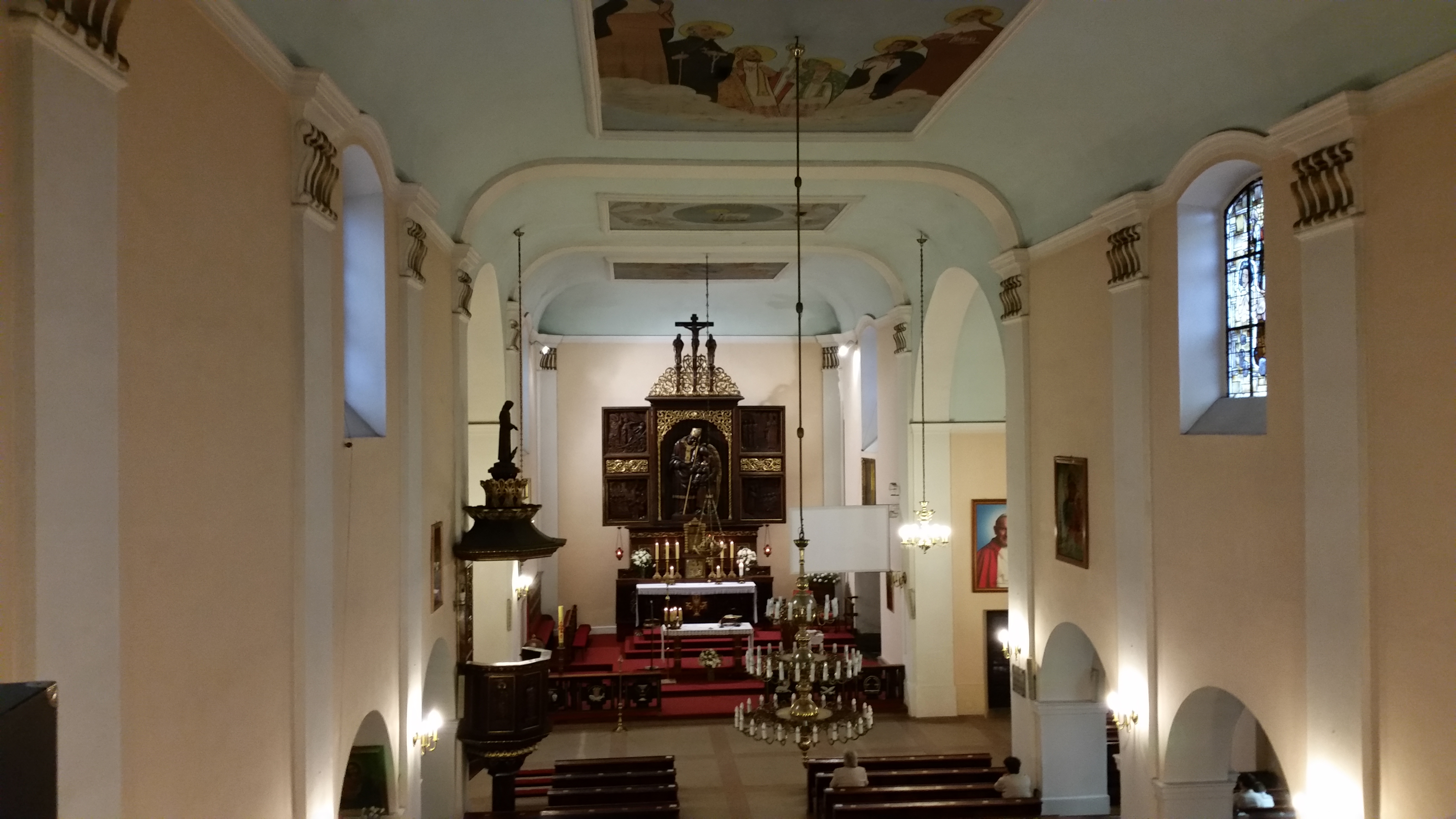
widok wnętrza kościoła

Jest to świątynia barokowa, z 1755, rozbudowana w latach 1948–1950. Wieża została dobudowana w 1981. Obecny kościół o trzech nawach z transeptem nawiązuje do pierwotnego kształtu. Budowla posiada obraz Matki Bożej z Dzieciątkiem z połowy XVII stulecia oraz chrzcielnicę. W ołtarzu głównym umieszczony jest tryptyk z 1954 roku przedstawiający w centrum posąg Świętego Mikołaja, a w skrzydłach sceny z życia świętego. Na jednym z filarów mieści się tablica upamiętniająca poległych pod Książem w 1848. Sufit nawy pokrywają plafony: Matki Bożej Wniebowziętej, Baranek Boży, Adoracja Ducha Świętego. Najstarszymi zabytkami świątyni są dwa dzwony z 1468 i 1509.